# Cider

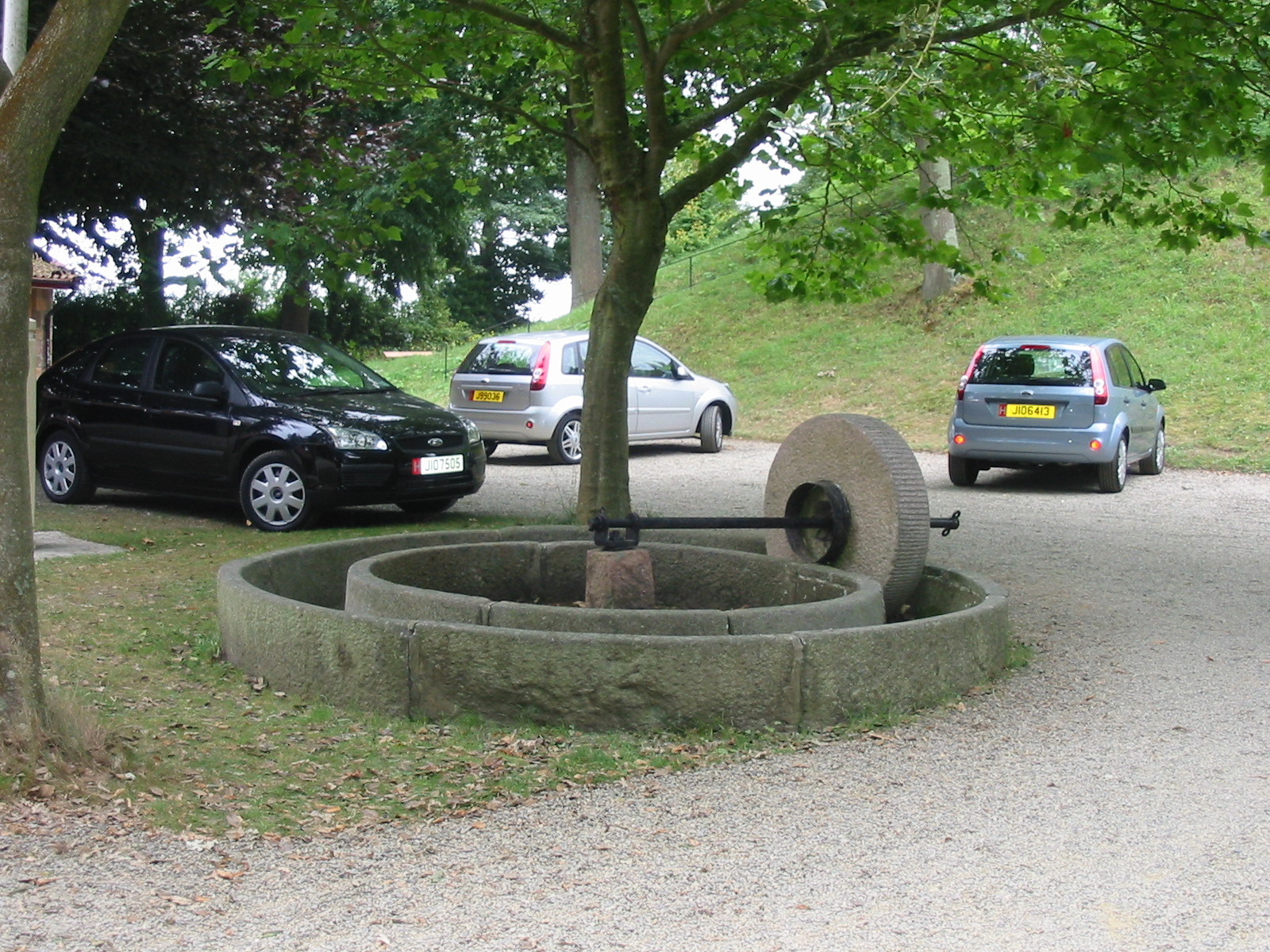
Een cidermolen op het eiland Jersey

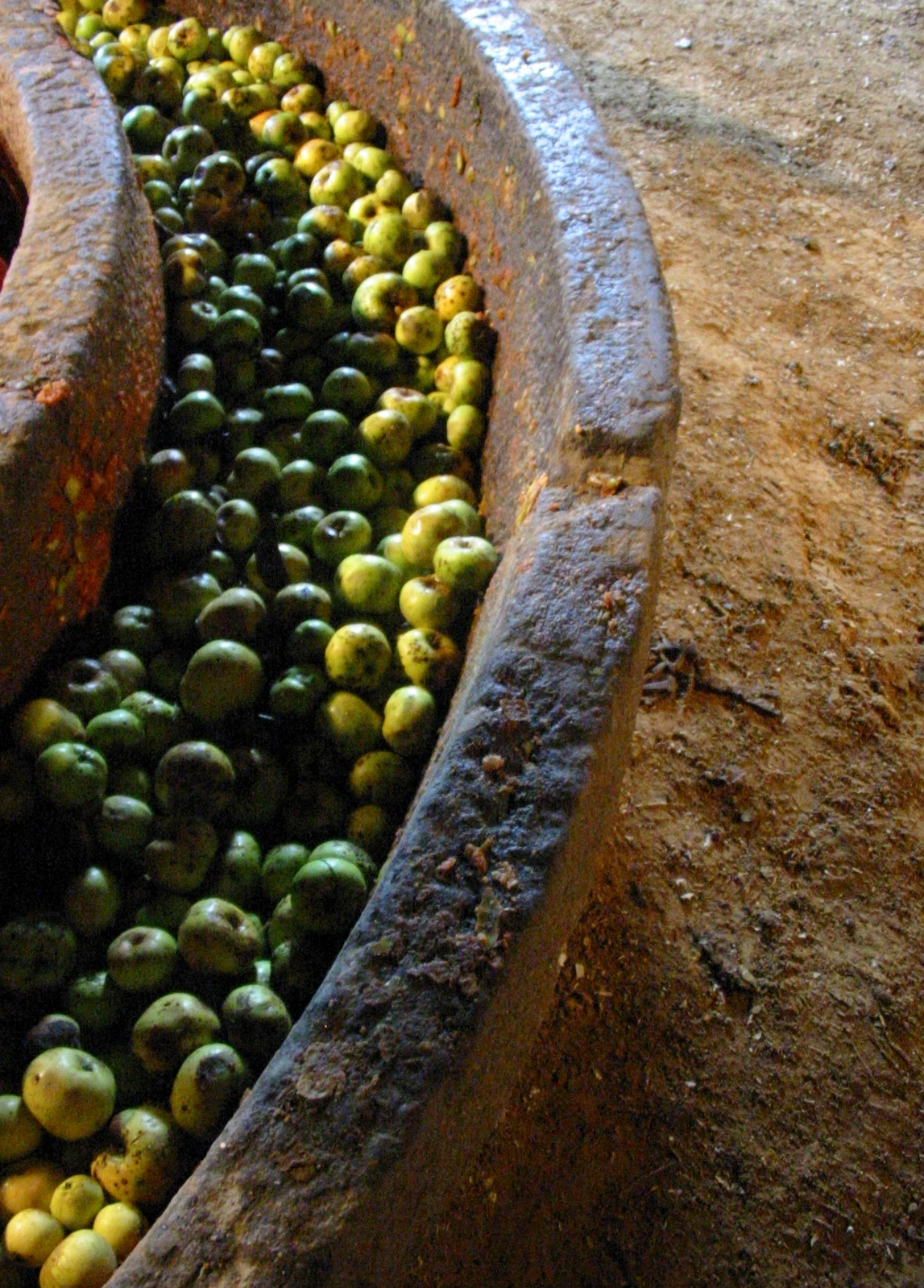
Appels in een molen

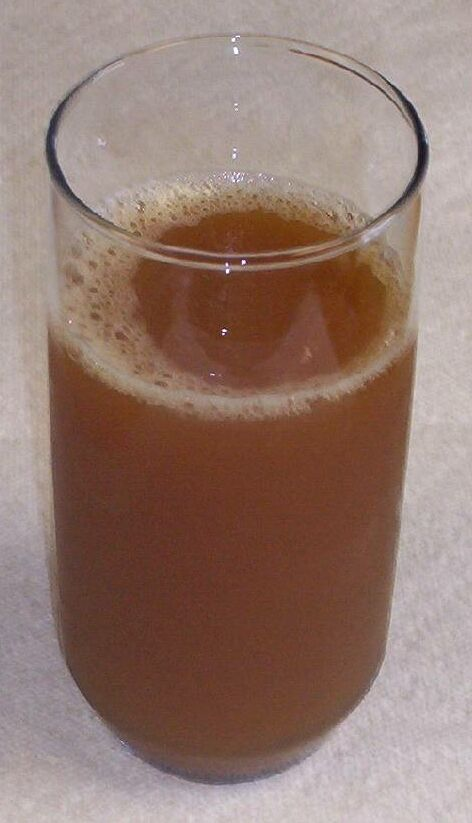
Niet geklaarde cider

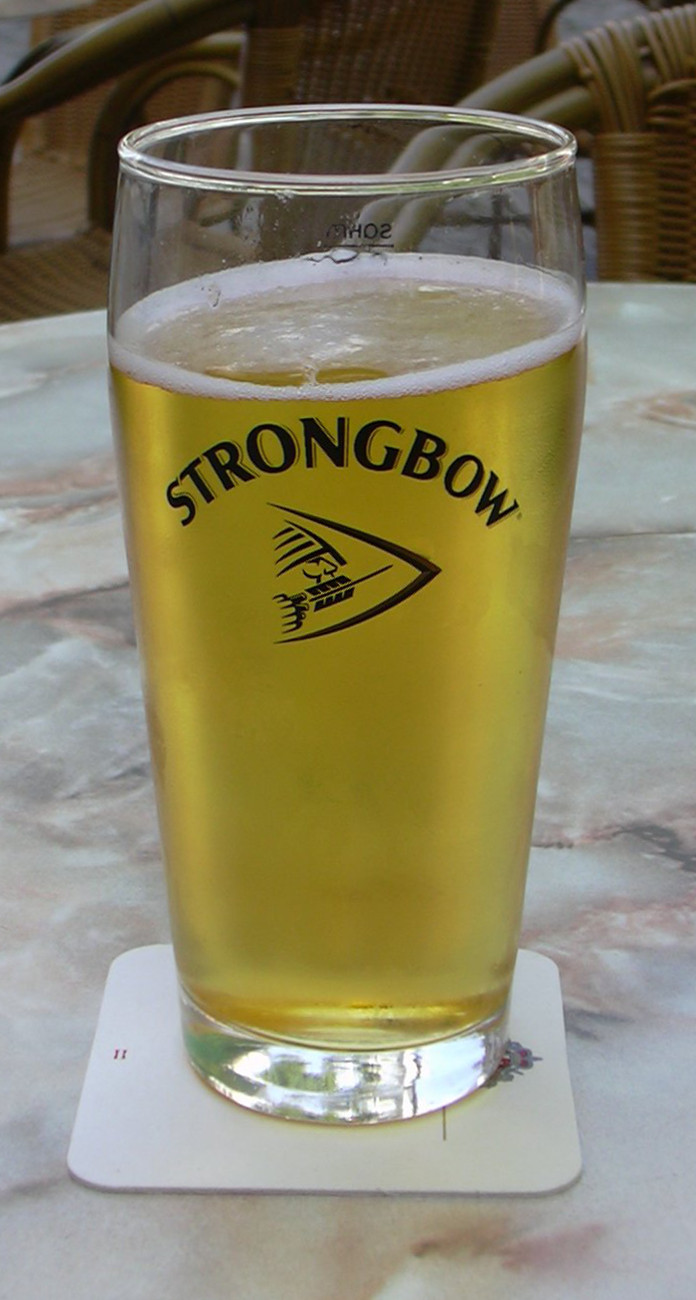
Industriële cider

Cider of appelwijn is een alcoholische drank die traditioneel gemaakt wordt van appelsap, in principe zonder toevoeging van extra suiker. In feite zijn meer ingrediënten (behalve gist, afhankelijk van de keuze van de cidermaker) niet of nauwelijks nodig om tot een goede cider te komen. Dit is te vergelijken met de productie van wijn die van enkel druiven wordt gemaakt of perenwijn gemaakt van peren.

## De verschillende soorten cider
De smaak van cider kan sterk variëren. Hij kan in eerste instantie geclassificeerd worden van zoet naar droog. Het uiterlijk van de drank gaat van troebel door het bezinksel, naar volledig helder. De kleur varieert van lichtgeel, via oranje naar bruin. De verschillen in kleur en helderheid worden voornamelijk veroorzaakt door de mate van filtering tussen het persen en het fermenteren. Er zijn ook appelrassen die een volkomen heldere cider geven zonder dat er filtering aan te pas komt. Er worden ciders met en zonder koolzuur gemaakt; de variant met koolzuur komt echter het meest voor. Troebele, niet-koolzuurhoudende cider met een hoog alcoholgehalte wordt ook scrumpy genoemd en is een traditionele drank in het zuidwesten van Engeland.
Ciders van moderne massaproductie zijn qua uiterlijk nog het beste te vergelijken met mousserende wijn. De traditionele appelrassen willen de cider weleens wat donkerder en wat troebeler maken. Deze ciders hebben vaak een hoger alcoholpercentage dan het massaproduct en hebben een sterkere appelsmaak.

## Landen van herkomst
Cider wordt gemaakt en gedronken in veel verschillende landen. De meeste cider wordt gemaakt (600 miljoen liter per jaar) en gedronken in het Verenigd Koninkrijk waar het met name in Zuid-Engeland populair is. Daarnaast zijn Ierland, de Franse regio's Bretagne en Normandië en de Spaanse regio's Asturië en Baskenland echte ciderstreken. In Duitsland drinkt men "Apfelwein" met name in Rijnland-Palts en Hessen. Polen is de grootste producent van appels in Europa, maar kent pas sinds kort een opkomst van cider. Buiten Europa wordt de drank op grote schaal gemaakt in Argentinië en Australië, maar ook in onder andere Canada, Chili, Israël, Japan, Mexico, de Verenigde Staten, Zuid-Afrika en Zuid-Korea produceert men alcoholische dranken van appels.
In België maken, naast artisanale ciderieën die met verse appels werken, industriële producenten de alcoholische appeldrank. Nederland heeft geen traditie op het gebied van cider. Pas sinds begin eenentwintigste eeuw zijn er enkele kleine cidermakers actief.

## Ciderproductie

### Scrattingen persen
Appels die zijn gekweekt voor consumptie zijn ook geschikt voor het maken van cider, hoewel regionale cidermakers vaak een voorkeur hebben voor het gebruiken van een mix van gewone appels en speciale ciderappels. Er zijn veel verschillende cultivaren speciaal gekweekt voor het maken van cider.
Zodra de appels geplukt zijn worden ze scratted (fijn gewreven ofwel gemalen) tot een pommage (pulp). Oorspronkelijk werden de appels vermalen in een cidermolen. In de cirkelvormige bak draaide een stenen molenwiel rond dat de appels tot pulp maalde. De cidermolens werden aangedreven met de hand, met behulp van waterkracht, of door een paard. Later is men overgestapt op elektrisch aangedreven persmachines. Na het malen wordt de pulp naar de ciderpers verplaatst. Daar wordt het in lagen gelegd op een stapel die ook wel bekendstaat als 'the cheese' (de kaas).
Het sap wordt uit de 'kaas' geperst nadat eerst ter filtrering tussen de lagen pulp schoon vers stro of haren dekens zijn gelegd. Meestal afgewisseld met houten rekken, tot een blok van ongeveer 12 lagen is ontstaan. Het is hierbij belangrijk dat de pulp niet te lang aan de lucht werd blootgesteld zodat oxidatie tot een minimum beperkt wordt. In de pers werd de 'kaas' blootgesteld aan steeds toenemende druk zodat alle 'must' (sap) uit de pulp wordt geperst. Nadat het in een grove haarzeef is gezeefd, wordt het sap in houten vaten gegoten. De uitgeperste pulp wordt aan de boerderijdieren gegeven als wintervoer, gecomposteerd, of weggegooid. Er werd ook wel likeur van gestookt.

### Fermentatie
Fermentatie vindt plaats bij een temperatuur van 4-16 °C. Dit is betrekkelijk laag in vergelijking met andere soorten fermentatie, wat bijdraagt aan het behouden van het aroma van de cider.
Kort voordat de gist alle suikers naar alcohol heeft omgezet, wordt de most naar andere vaten geheveld. Dode gistcellen en andere ongewenste deeltjes blijven achter in de laag bezinksel op de bodem van het vorige vat, hetgeen de klaring (helderheid) ten goede komt. Het is belangrijk om de cider zo min mogelijk bloot te stellen aan zuurstof om oxidatie, verkleuring en besmetting met bijvoorbeeld de azijnbacterie te voorkomen. Om dit te bereiken worden de vaten zodanig afgevuld dat er geen lucht meer in zit. Vergisting van overgebleven suikers genereert een kleine hoeveelheid kooldioxide die een beschermend laagje over de drank vormt en zo contact met de lucht verder vermindert. Extra suiker wordt soms speciaal voor dit doel toegevoegd. Het klaren wordt soms herhaald als de drank te troebel blijft.
Met appel als basis kunnen speciale ciders worden gemaakt door er cranberrysap, druivensap, kersensap of frambozensap aan toe te voegen. Een cider hoeft dus niet alleen te bestaan uit appelsap.
Cider is na drie maanden vergisting geschikt om te drinken, maar blijft meestal nog zeker drie jaar in de vaten rijpen.

### Mengen en bottelen
De betere kwaliteiten cider kunnen gemaakt worden door middel van de champagne-methode. Dit is echter kostbaar en vereist speciale kurken en flessen. Sommige kleine cidermakers gebruiken bierflessen; dat is goedkoper en even effectief.

## Industriële cider
Er zijn industrieel vervaardigde appeldranken op de markt die als cider geafficheerd worden, zoals Apple Bandit, het voormalige merk Jillz en Strongbow, alle drie van Heineken, en het merk Magners uit Ierland. Voor de productie van cider op grote schaal wordt sap van diverse soorten appels gemengd om een gewenste smaak te bereiken. Naast appelsapconcentraat wordt bij het productieproces gebruik gemaakt van diverse toevoegingen. Op het etiket van zo'n drankje staan ingrediënten vermeld als koolzuurhoudend water, suiker, glucosestroop en aroma's.